# FOXP2
FOXP2 (англ. Forkhead box P2) – білок, який кодується геном FOXP2, розташованим у людей на довгому плечі 7-ї хромосоми. Довжина поліпептидного ланцюга білка становить 715 амінокислот, а молекулярна маса — 79 919.
| 10         |  | 20         |  | 30         |  | 40         |  | 50         |
| ---------- |  | ---------- |  | ---------- |  | ---------- |  | ---------- |
| MMQESATETI |  | SNSSMNQNGM |  | STLSSQLDAG |  | SRDGRSSGDT |  | SSEVSTVELL |
| HLQQQQALQA |  | ARQLLLQQQT |  | SGLKSPKSSD |  | KQRPLQVPVS |  | VAMMTPQVIT |
| PQQMQQILQQ |  | QVLSPQQLQA |  | LLQQQQAVML |  | QQQQLQEFYK |  | KQQEQLHLQL |
| LQQQQQQQQQ |  | QQQQQQQQQQ |  | QQQQQQQQQQ |  | QQQQQQQQQQ |  | QHPGKQAKEQ |
| QQQQQQQQQL |  | AAQQLVFQQQ |  | LLQMQQLQQQ |  | QHLLSLQRQG |  | LISIPPGQAA |
| LPVQSLPQAG |  | LSPAEIQQLW |  | KEVTGVHSME |  | DNGIKHGGLD |  | LTTNNSSSTT |
| SSNTSKASPP |  | ITHHSIVNGQ |  | SSVLSARRDS |  | SSHEETGASH |  | TLYGHGVCKW |
| PGCESICEDF |  | GQFLKHLNNE |  | HALDDRSTAQ |  | CRVQMQVVQQ |  | LEIQLSKERE |
| RLQAMMTHLH |  | MRPSEPKPSP |  | KPLNLVSSVT |  | MSKNMLETSP |  | QSLPQTPTTP |
| TAPVTPITQG |  | PSVITPASVP |  | NVGAIRRRHS |  | DKYNIPMSSE |  | IAPNYEFYKN |
| ADVRPPFTYA |  | TLIRQAIMES |  | SDRQLTLNEI |  | YSWFTRTFAY |  | FRRNAATWKN |
| AVRHNLSLHK |  | CFVRVENVKG |  | AVWTVDEVEY |  | QKRRSQKITG |  | SPTLVKNIPT |
| SLGYGAALNA |  | SLQAALAESS |  | LPLLSNPGLI |  | NNASSGLLQA |  | VHEDLNGSLD |
| HIDSNGNSSP |  | GCSPQPHIHS |  | IHVKEEPVIA |  | EDEDCPMSLV |  | TTANHSPELE |
| DDREIEEEPL |  | SEDLE      |  |            |  |            |  |            |

A: Аланін

C: Цистеїн

D: Аспарагінова кислота

E: Глутамінова кислота

F: Фенілаланін

G: Гліцин

H: Гістидин

I: Ізолейцин

K: Лізин

L: Лейцин

M: Метіонін

N: Аспарагін

P: Пролін

Q: Глутамін

R: Аргінін

S: Серин

T: Треонін

V: Валін

W: Триптофан

Цей білок за функцією належить до репресорів. Задіяний у таких біологічних процесах, як  регуляція транскрипції. Білок має сайти для зв'язування з іоном цинку, ДНК. Локалізований у ядрі.
FOXP2 відповідає за розвиток мови людини та комунікації тварин, включаючи здатність відтворення граматичних конструкцій. Це один з білків родини факторів транскрипції FOX. Дослідження мутацій людини та миші вказують на те, що продукт цього гену залучений до регуляції експресії генів, залучених до розвитку таких органів як головний мозок, легені та травна система, проте точні функції гену залишаються предметом досліджень.